# Orchestre National du Capitole de Toulouse

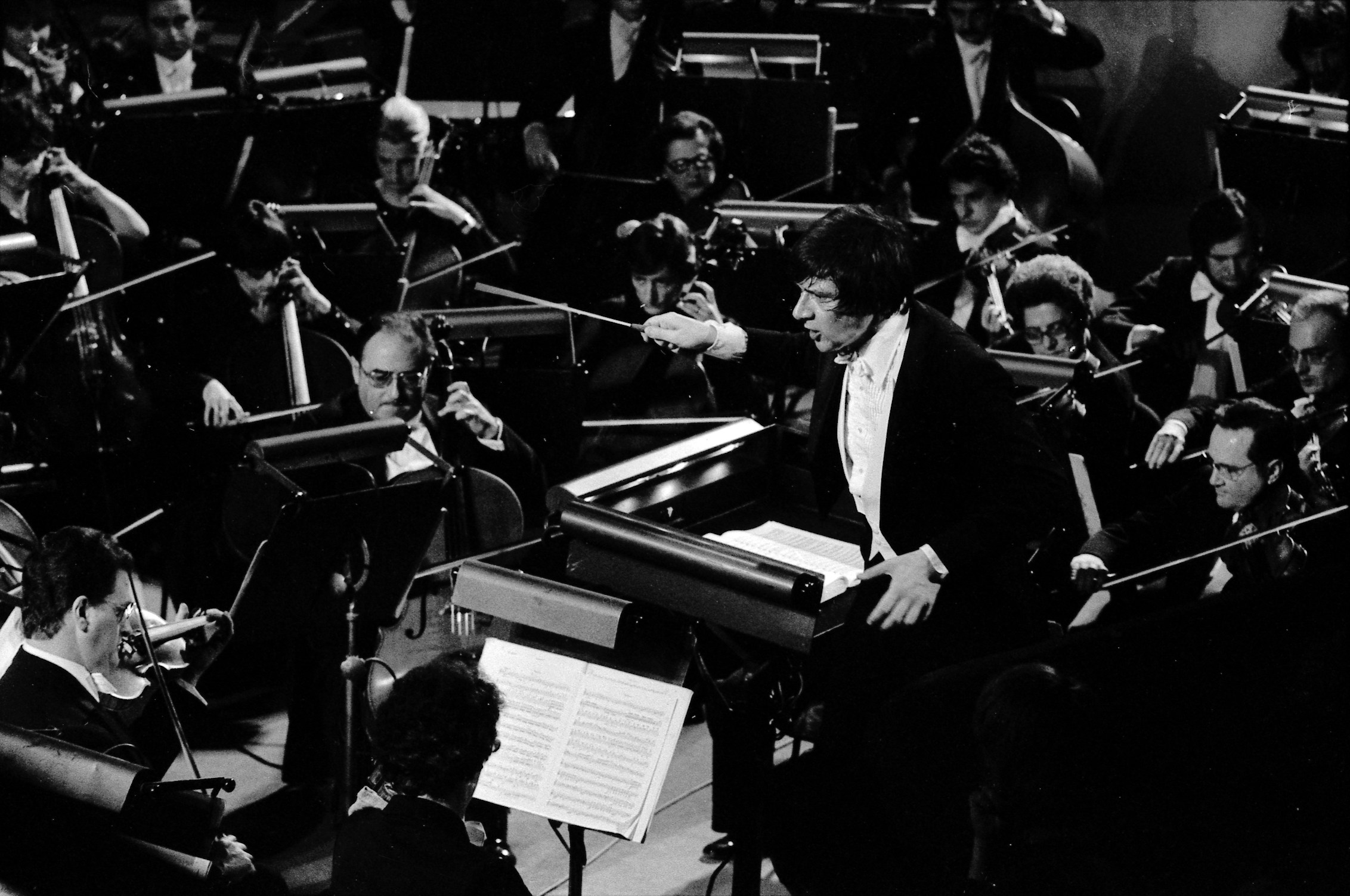
Michel Plasson dirigiert Beethovens Oper Fidelio

Das Orchestre National du Capitole de Toulouse ist ein französisches Orchester mit Sitz in Toulouse.

## Geschichte
1736 und 1818 gelten als Gründungsdaten des Théâtre du Capitole Toulouse, in dem das Orchester zunächst zum Ensemble gehörte. 1945 formierte es sich als Sinfonieorchester. Ursprünglich als Orchestre du Capitole de Toulouse bezeichnet, hatte der Klangkörper im Laufe seiner neueren Geschichte Musikdirektoren wie André Cluytens und Georges Prêtre.
Die Amtszeit von Michel Plasson von 1968 bis 2003 gilt als die bisher wichtigste Phase des Orchesters. 1980 erhielt es vom Kulturministerium den Titel National.
2005 wurde Tugan Sokhiev Gastdirigent, 2008 Musikdirektor des Orchesters. Im März 2022 legte er nach dem russischen Überfall auf die Ukraine sowohl seinen Chefdirigentenposten beim Bolschoi-Theater als auch seinen Posten als Musikdirektor des Nationalorchesters in Toulouse nieder. Weil er zu der „untragbaren Wahl“ zwischen russischen und französischen Musikern genötigt worden sei, habe er sich entschieden, beide musikalische Leitungen aufzugeben, erklärte er. Im Dezember 2022 kündigte das Orchester an, dass zum 1. September 2024 Tarmo Peltokoski die Funktionen des designierten Musikdirektors in der ersten Saison und dann des Musikdirektors bis August 2029 übernehmen werde.